# Смирнов, Борис Яковлевич
Борис Яковлевич Смирнов (1891—1971; эст. Boris Jakob Mardi) — участник Белого движения на Юге России, командир бронепоездов ВСЮР «Единая Россия» и «Москва», капитан. Галлиполиец, подполковник.
После эмиграции служил в Эстонском флоте, капитан-майор.

## Биография
Родился 12(25) августа 1891 года в Ревеле в смешанной русско-немецкой семье. Окончил Ревельское Петровское реальное училище и Константиновское артиллерийское училище, из юнкеров произведён в подпоручики со старшинством и выпущен во 2-ю гренадерскую артиллерийскую бригаду. 21.08.1913 переведён в 30-ю артиллерийскую бригаду, 16.09.1913 прибыл в бригаду и назначен делопроизводителем 3-й батареи. Участник Первой мировой войны, сражался против германцев и австрийцев: в чине поручика, затем штабс-капитана. С марта по июль в отпуске по болезни, по возвращению старший офицер 2-й батареи, и. о. командира 4-й батареи и старший офицер 6-й батареи. В конце года произведён в капитаны. Уволен с действительной службы 2.04.1918.
С 1.09.1918 в Белом движении: старший офицер 5-й мортирной батареи 1-й артиллерийской бригады Воронежского корпуса Южной Армии, в девятнадцатом году переведён в Донскую армию старшим офицером 4-й батареи Морской тяжёлой артиллерии, участвовал в боях под Луганском и Царицыном. Воевал против махновцев. Окончил курсы при штабе инспектора морской тяжёлой артиллерии в Таганроге. С 1.04.1920 — командир тяжёлого бронепоезда «Единая Россия». Подполковник. С сентября 1920 служил на бронепоезде «Москва» до эвакуации Крыма. Эвакуирован в Галлиполи, где числился в 3-й батарее 6-го артиллерийского дивизиона.
В 1922 вернулся в Эстонию, и был зачислен капитаном в Морскую крепость (Таллинн): младший офицер 5-й батареи береговой охраны и учебной команды. С 1.03.1923 — командир учебной команды, с 9.08.1925 — и. о. адъютанта (начальника штаба) крепости, с 1.02.1926 утверждён в должности. В 1939-м году из майоров произведён в капитан-майоры. Демобилизован 3.09.1940, репатриировался в Германию.
Умер в Айхштетте (ФРГ).

### Семья
Сын русских немцев: Яков Смирнов (р. 6.05.1861, Владимирская губ.) и Амалия Кристина, урождённой Энгман (р. 28.08.1862, Ревель).
Жена (с 19.03.1920, Мелитополь) — София Михайловна, урождённая Воскобойникова.

## Награды
Награждён светло-бронзовой медалью в память 300-летия царствования Дома Романовых (21.02.1913)
- Орден Святой Анны 4-й ст. с надписью «за храбрость» (ВП 23.02.1915)
- Орден Святого Станислава 3-й ст. с мечами и бантом (ВП 23.02.1915)
- Орден Святой Анны 3-й ст. с мечами и бантом (ВП 13.05.1915)
- Орден Святого Станислава 2-й ст. с мечами (ВП 24.10.1915)
- мечи и бант к ордену Св. Анны 3-й ст. (ВП 21.04.1916)
- Орден Святой Анны 2-й ст. с мечами (ВП 3.04.1917)
- Орден Святого Владимира 4-й ст. с мечами и бантом (ВП 28.06.1917)